# Tago (Surigao del Sur)
Tago è una municipalità di quarta classe delle Filippine, situata nella Provincia di Surigao del Sur, nella Regione di Caraga.
Nel 1961 parte del territorio venne staccato per formare la nuova municipalità di Bayabas.
Tago è formata da 24 baranggay:
- Alba
- Anahao Bag-o
- Anahao Daan
- Badong
- Bajao
- Bangsud
- Cabangahan
- Cagdapao
- Camagong
- Caras-an
- Cayale
- Dayo-an

- Gamut
- Jubang
- Kinabigtasan
- Layog
- Lindoy
- Mercedes
- Purisima (Pob.)
- Sumo-sumo
- Umbay
- Unaban
- Unidos
- Victoria